# Klaus Borck

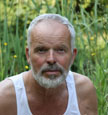
Klaus Borck im Juli 2009

Klaus Borck (* 13. Oktober 1942 in Grünberg/Schlesien; † 19. Juli 2009 in Jena) war ein deutscher Politiker (SPD) und thüringischer Landtagsabgeordneter.

## Leben und Beruf
Nach dem Schulabschluss im Jahr 1960 begann er eine zweijährige Gärtnerlehre bei der Firma Chrestensen in Erfurt. Von 1962 bis 1964 arbeitete er als Landschaftsgestalter in Nauen. Danach begann er ein Studium an einer Ingenieurschule in Greifswald, das er mit dem Diplom-Ingenieur (FH) abschloss. Anschließend war er u. a. als Bauleiter bei der Meliorationsgenossenschaft in Bad Langensalza tätig.
Borck war zweimal verheiratet und hinterlässt aus erster Ehe 3 Kinder (Marcus, Barbara, Bastian) und aus zweiter Ehe 1 Kind (Paula).

## Politik
Borck trat im Januar 1990 der SPD bei. In der Legislaturperiode von 1994 bis 1999 war er Mitglied des Zweiten Thüringer Landtags. Im Jahr 1991 wurde Borck Vorsitzender des Ortsvereins Bad Langensalza und war in den Jahren 1992/93 Kreisvorsitzender der SPD. Von 1990 bis 1994 war er Abgeordneter und stellvertretender Kreistagspräsident im damaligen Kreis Bad Langensalza. Nach der Kreisgebietsreform in Thüringen gehörte er dem Kreistag des neuen Unstrut-Hainich-Kreises an und hatte die Funktion des SPD-Fraktionsvorsitzenden inne.